# Robinho
Robinho, pseudonimo di Robson de Souza Santos (São Vicente, 25 gennaio 1984), è un ex calciatore brasiliano, di ruolo attaccante.
Indicato da Pelé come suo "erede", è stato scoperto da O Rei stesso, che lo ha portato al Santos nel 1996, all'età di 12 anni. Nel 2002, alla sua prima stagione da professionista, Robinho è subito riuscito ad aggiudicarsi il campionato nazionale. È rimasto al Santos fino al 2005, anno in cui è stato acquistato dal Real Madrid per 30 milioni di euro: con la maglia dei Blancos ha vinto due Primera División (2006-2007 e 2007-2008) ed una Supercopa de España (2008). Nell'estate del 2008 si è trasferito al Manchester City, che lo ha pagato 42 milioni di euro, ma la sua esperienza in Inghilterra si è rivelata al di sotto delle aspettative.
Nel 2010, dopo una breve parentesi al Santos in prestito, si è accasato al Milan per 18 milioni di euro: è rimasto in Italia per quattro anni, vincendo da protagonista una Serie A (2010-2011) ed una Supercoppa Italiana (2011) alla prima stagione, ma nelle annate successive è entrato in una fase calante. Nel 2014 è tornato al Santos, sempre con la formula del prestito, prima di tentare un'avventura con i cinesi del Guangzhou Evergrande. Nel 2016 veste la maglia dell'Atlético Mineiro, mentre dal 2018 fino ad agosto 2020 ha militato in Turchia con Sivasspor e İstanbul Başakşehir. Successivamente è tornato al Santos.
Ha iniziato a far parte della nazionale brasiliana nel 2003: con la Seleção ha vinto una Copa América (2007) e due Confederations Cup (2005 e 2009), ma ha partecipato anche ad un'edizione della Gold Cup (2003) e a due edizioni dei Mondiali (2006 e 2010).

## Biografia
Nasce a Parque Bitaru, nella periferia di Sao Vicente, nei pressi di Santos, stato di San Paolo, figlio di Marina Silva, una casalinga, e Gilvan de Souza, che lavora come idraulico.
Il 6 novembre 2004, la madre di Robinho è rapita e tenuta in ostaggio dal suo rapitore fino al 12 dicembre successivo, in seguito al pagamento del riscatto di 200.000 reais (€ 80.000 circa).
Il 28 gennaio 2009 è arrestato con l'accusa di violenza sessuale; successivamente è rilasciato su cauzione ed è completamente scagionato dalle accuse nel mese di aprile.
Il 9 luglio 2009 sposa Vivian Guglielmetti Junits, sua fidanzata storica. Dalla relazione sono nati due figli: Robson Junior, nato a Madrid prima del matrimonio, nel dicembre 2007, e Gianluca, nato nel 2011.
Nel giugno 2015 la sua famiglia è tenuta in ostaggio da un ladro che si era introdotto in casa sua con l'intenzione di compiere una rapina.
È in possesso di passaporto spagnolo, dunque è cittadino comunitario.

## Caratteristiche tecniche
(Pelé su Robinho.)
Esterno d'attacco sinistro, era un giocatore di movimento che poteva svariare su tutto il fronte offensivo, ricoprendo i ruoli di seconda punta, fantasista e trequartista.
Dotato di un grande bagaglio tecnico, Robinho era conosciuto soprattutto per la velocità di scatto, l'eccellente dribbling spesso imprevedibile e per il suo esteso repertorio di finte, che culminava nel doppio passo, per il buon tiro e per la grande agilità, tanto che in Brasile veniva soprannominato Rei do drible o Rei de la pedalada, per le sue rovesciate. Ottimo contropiedista, durante la prima parte di carriera era un buon finalizzatore e assist-man, oltre ad essere in possesso anche di una buona resistenza. In virtù di queste qualità, da giovane è stato da subito paragonato a Pelé.
Robinho compensava queste caratteristiche con diversi punti deboli, dalla scarsa propensione al lavoro, al disordine tattico fino al fisico troppo gracile e, col passare degli anni, soprattutto ai tempi del Milan, alla finalizzazione. Nonostante il talento espresso in gioventù, durante la sua carriera calcistica Robinho si è dimostrato incostante, attirandosi le critiche di molti che considerano non abbia mai espresso pienamente il suo potenziale.
Descritto anche come «stella del calcio brasiliano», nel 2005 era ritenuto tra le più grandi promesse del panorama calcistico mondiale, insieme a Lionel Messi e Zlatan Ibrahimović, e fino al 2008 era considerato uno degli attaccanti più forti del pianeta. Successivamente, però, il suo rendimento altalenante ha attirato molte critiche da parte di giornalisti e addetti ai lavori.

## Carriera

### Club

#### Santos

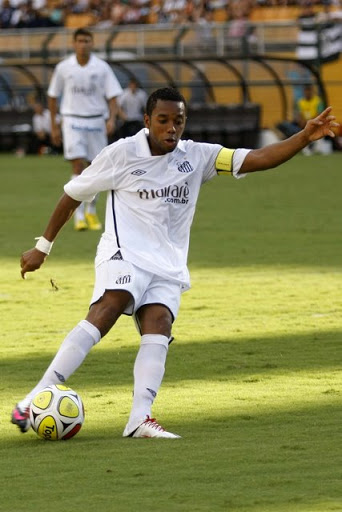
Robinho in azione con la maglia del Santos nel 2010.

Si avvicina al calcio da bambino, giocando con delle palline da tennis. Mentre gioca a calcio in strada, a soli 6 anni è notato da un osservatore del Beira-Mar, una "escolinhas", ovvero una scuola calcio di futsal. A 9 anni passa al Portuários, squadra di calcio a 5, quindi è notato dal Santos, che prima lo inserisce nella propria compagine di futsal, poi decide di farlo passare alle giovanili della società di calcio a 11 nel 1996. In questo periodo Pelé è tra i responsabili del settore giovanile del Santos. Nel 1999, O' Rey nota Robinho durante un allenamento, riconoscendo in lui se stesso da giovane: Pelé comincia a seguire costantemente il ragazzo, decidendo di farlo trasferire a vivere in una specie di foresteria divisa in camerate all'interno dello stadio del Santos. Nel 2001, in quella che sarà la sua ultima stagione tra le giovanili del Santos, Robinho vince il campionato Paulista Under-17.
Il 18 agosto 2002 esordisce in prima squadra contro il Botafogo (vinta 2-1) e il 5 settembre seguente sigla il suo primo gol in campionato contro il Vitória (3-0): a fine stagione si aggiudica il suo primo campionato nazionale, all'età di 18 anni, realizzando 10 gol in 30 presenze nell'annata del debutto da professionista. Nel 2003, divenuto titolare inamovibile, gioca 53 partite segnando 8 volte in campionato e 7 in Copa Libertadores. Il 2004 è l'anno del crack: Robinho segna 32 gol in 55 incontri complessivi, 21 nel solo campionato brasiliano, dove si piazza terzo nella classifica marcatori alle spalle di Alex Dias, del compagno di squadra Deivid e di Washington, contribuendo in modo fondamentale al successo del club nel campionato 2004, il suo secondo titolo in tre anni. L'annata risulta la più prolifica nella sua intera carriera e a fine stagione è il miglior marcatore del Santos tra tutte le competizioni.
Nel 2004 Robinho giunge terzo dietro agli argentini Carlos Tévez e Javier Mascherano nella classifica del Balón de Oro e ha vinto la Bola de Ouro come miglior giocatore del campionato brasiliano 2004. Con il Santos ha totalizzato 110 presenze e 47 reti in 4 stagioni nel Campeonato Brasileiro Série A e 31 partite e 14 gol nella Coppa Libertadores.

#### Real Madrid
All'età di 21 anni, dopo una lunga trattativa tra Santos, che chiedeva il pagamento dell'intera clausola rescissoria fissata a 50 milioni, e Real Madrid, il giocatore brasiliano è acquistato dal club spagnolo nell'estate del 2005 per 30 milioni (circa € 27,7 milioni), firma per cinque anni a € 1,8 milioni netti a stagione e gli è assegnata la maglia numero 10, indossata in precedenza dal fuoriclasse portoghese Luís Figo. L'acquisto di Robinho è paragonabile a quello di un galacticos, venendo subito ritenuto tra i giocatori più importanti dell'intera Liga spagnola.
Durante la sua prima stagione si dimostra all'altezza delle aspettative che aveva suscitato, affiancando campioni come Zidane, Roberto Carlos e Casillas con continuità, fino a risultare uno tra i giocatori più impiegati della stagione 2005-2006. La sua prima annata con le Merengues si è conclusa con un bottino di 51 partite e 12 gol.
Durante la stagione 2006-2007 il tecnico Fabio Capello gli ha preferito spesso giocatori come Beckham, Ronaldo o Cassano, non consentendogli una continuità di gioco, a causa di alcuni ritardi del brasiliano agli allenamenti. Solo verso la fine del campionato il tecnico italiano torna a schierarlo regolarmente da titolare. La stagione si è conclusa nella conquista del titolo di Primera División, alla quale Robinho dà comunque un prezioso contributo con 32 presenze e 6 gol.
Nella successiva stagione 2007-2008 Robinho torna titolare agli ordini del nuovo allenatore, Bernd Schuster, realizzando 11 gol e 14 assist in campionato, oltre a 6 gol nella Champions League 2007-2008. Verso la metà della stagione Robinho ha subito un infortunio, che lo ha tenuto fuori dai campi fino al 3 marzo 2008, giorno in cui il brasiliano rientra segnando due reti nella partita vinta dal Real Madrid contro il Recreativo. Questa partita ha consentito alla squadra di raggiungere il primo posto nel campionato, che i Blancos sono riusciti alla fine a vincere, conquistando il loro 31º titolo nazionale, il quarto personale per Robinho tra Brasile e Spagna.
Non riuscendo ad ambientarsi completamente e a causa di qualche screzio con la dirigenza madridista, Robinho si allontana dai Blancos pretendendo di essere ceduto.

#### Manchester City

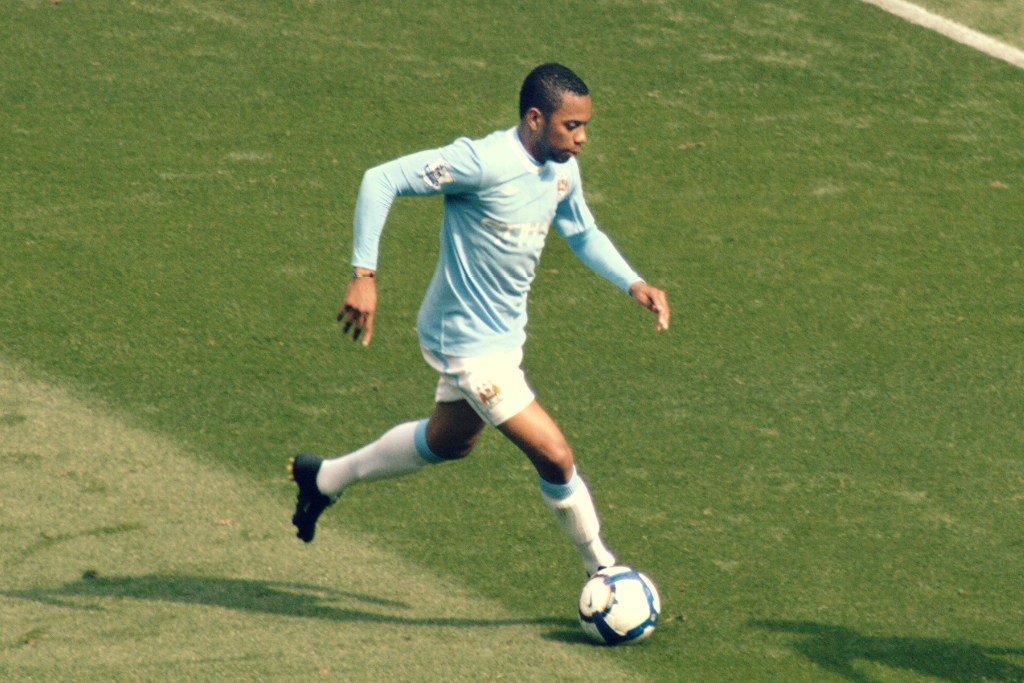
Robinho in azione con la maglia del Manchester City nel 2009.

Durante l'estate 2008 Robinho sembra in procinto di passare al Chelsea: il 31 agosto il sito ufficiale del club ha messo addirittura in vendita la maglia di Robinho senza numero prima di aver concluso le trattative; il suo passaggio sembrava fatto ma il Real Madrid ha seccamente smentito la notizia; il Chelsea ha prontamente risposto dicendo che pubblicizzare l'interesse per un giocatore non è la stessa cosa di averlo comprato.
Inaspettatamente, il 1º settembre 2008 Robinho è invece ceduto dal Real Madrid al Manchester City per una cifra intorno ai 32,5 milioni di sterline, circa 42 milioni di euro. Si accorda per un contratto da circa € 180.000 a settimana. Ha fatto scalpore il lapsus di Robinho, che una volta presentato con la maglia dei Citizens esclamò: "Sono molto contento di essere un giocatore del Chelsea".
Dopo un promettente avvio di campionato (11 gol realizzati), il rendimento nella seconda parte della stagione del brasiliano cala notevolmente, anche a causa di qualche dissapore con l'allenatore Mark Hughes. Durante un ritiro del Manchester City a Tenerife nel mese di gennaio, Robinho torna in Brasile senza il permesso del club per festeggiare i suoi 25 anni in patria, soffrendo di saudade: al ritorno in Inghilterra è sanzionato con € 300.000 di multa. Sul finire di stagione, però, Robinho ricomincia a giocare con continuità realizzando anche altri gol importanti e concludendo la stagione in quarta posizione nella classifica marcatori della Premier League 2008-2009 con 14 centri.
Nella seconda stagione al Manchester City Robinho è costretto a rimanere fermo per 3 mesi per infortunio, riuscendo a disputare fino a dicembre solo 12 partite nelle quali segna un solo gol contro lo Scunthorpe United in FA Cup. Durante quest'annata, Robinho ha dei dissidi con il nuovo tecnico arrivato alla guida dei Citizens, Roberto Mancini.

#### Ritorno al Santos
Il 28 gennaio 2010 ritorna al Santos, in prestito fino al 4 luglio 2010.
Durante i sei mesi in prestito gioca 23 partite e segna 11 gol, aiutando la squadra a vincere il campionato Paulista (12 presenze e 5 reti) e la Coppa del Brasile (9 partite e 6 gol). Alla fine del prestito il Santos non riscatta il cartellino e per questo Robinho torna ai Citizens.

#### Milan

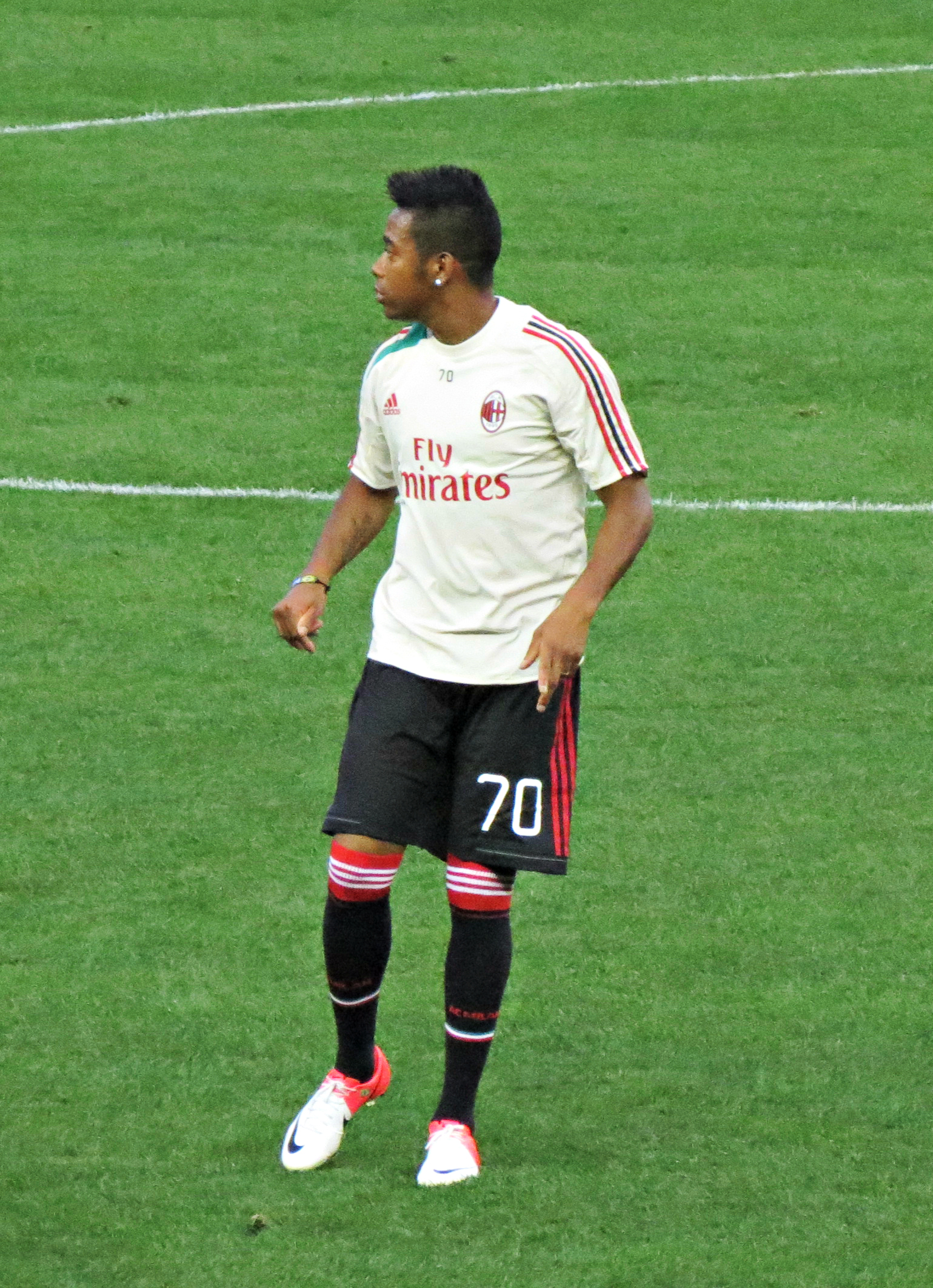
Robinho durante un riscaldamento con la maglia del Milan nel 2012.

Il 31 agosto 2010 è acquistato, con la mediazione del procuratore Mino Raiola, a titolo definitivo per 18 milioni di euro dal Milan, con cui ha sottoscritto un contratto quadriennale da € 4 milioni netti d'ingaggio a stagione. È subito ben accolto trovando nell'ambiente rossonero diversi connazionali, Alexandre Pato, Ronaldinho e Thiago Silva.
Ha esordito con la maglia rossonera l'11 settembre 2010 in occasione della seconda giornata di campionato nella gara persa per 2-0 in casa del Cesena, subentrando al 56º minuto di gioco a Ronaldinho. Il 16 ottobre 2010 segna la prima rete con il Milan a San Siro contro il Chievo, realizzando il gol del definitivo 3-1 nei minuti di recupero del secondo tempo. Ha messo a segno la sua prima doppietta con la maglia del Milan il 12 febbraio 2011, nella partita casalinga vinta 4-0 contro il Parma durante la quale subentra a Clarence Seedorf al 58º minuto di gioco e segna al 61º e al 65º, in entrambe le occasioni su assist di Antonio Cassano. Il 7 maggio 2011 ha vinto il suo primo scudetto con i rossoneri a due giornate dal termine del campionato grazie allo 0-0 contro la Roma. Nel corso della stagione risulta essere il giocatore più impiegato dal tecnico Allegri con 45 partite disputate e il miglior marcatore rossonero in campionato con 14 reti a pari merito con Ibrahimović e Pato, risultando decisivo per la vittoria del campionato.
Il 6 agosto 2011 ha vinto la Supercoppa italiana con il Milan battendo l'Inter a Pechino per 2-1. Dopo essere stato costretto a saltare le prime partite della stagione 2011-2012 in campionato e Champions League a causa di un edema osseo nella regione inguinale, torna a disposizione nella gara casalinga del 15 ottobre 2011 contro il Palermo, vinta per 3-0, nella quale è schierato come titolare e segna il secondo gol rossonero. In totale, in questa stagione, ha collezionato 40 presenze coronate da 10 reti, di cui 7 in campionato e 3 in Champions League.
Per la stagione 2012-2013 cambia il suo numero di maglia, passando dal 70 al 7, appartenuto in passato ad Alexandre Pato e Andrij Ševčenko. Il 26 agosto 2012 gli è stata diagnosticata una distrazione muscolare di primo grado alla coscia destra che lo costringerà a star fuori dai campi di gioco per circa 4 settimane. Il 25 novembre seguente firma la sua prima rete stagionale, arrivata su calcio di rigore durante la partita casalinga di Serie A contro la Juventus (1-0).
Il 18 luglio 2013 rinnova il suo contratto con il Milan fino al 30 giugno 2016. Il 1º settembre seguente segna il suo primo gol nella stagione 2013-2014, timbrando il cartellino in occasione della 2ª giornata di campionato vinta a San Siro contro il Cagliari per 3-1. Robinho ha concluso la sua stagione con 5 gol all'attivo, di cui 3 in campionato, 1 in Champions League (contro il Barcellona) e 1 in Coppa Italia.

#### Secondo ritorno al Santos e Guangzhou Evergrande
Il 7 agosto 2014 si è trasferito al Santos con la formula del prestito, scegliendo di indossare la maglia numero 7. Il 13 maggio 2015 ha raggiunto l'accordo per la rescissione consensuale con il Milan con decorrenza 30 giugno 2015. Il 12 maggio 2015 avviene la risoluzione del contratto tra Robinho e il Milan.
Il 16 luglio 2015, dopo essere rimasto svincolato, viene acquistato dai cinesi del Guangzhou Evergrande a costo zero, scegliendo la divisa numero 60 e firmando un contratto semestrale da € 12 milioni di stipendio a stagione.
Gioca come trequartista sinistro nel 4-2-3-1 di Felipe Scolari nel Guangzhou Evergrande. Il 21 agosto 2015 realizza una doppietta contro lo Shanghai Shenxin (4-2). Al termine dell'annata vince il campionato cinese con 9 presenze e 3 centri, vincendo quattro campionati in quattro nazioni di tre continenti differenti (Brasile, Spagna, Italia e Cina).

#### Atlético Mineiro
Il 12 febbraio 2016 passa ufficialmente all'Atlético Mineiro firmando un contratto biennale. Il 6 marzo seguente firma una tripletta alla sua seconda partita nel campionato Mineiro contro la Tombense (4-1). Il 2 aprile mette a segno altre tre reti contro Vila Nova (2-7): al termine della prima fase, Robinho realizza 9 gol in 6 giornate del campionato Mineiro, risultando essere il miglior marcatore della competizione e contribuendo a portare l'Atlético Mineiro alle fasi finali della competizione, poi vinta dal club. Due settimane più tardi, sigla il suo primo gol internazionale con la nuova maglia, andando a segno nella partita di Coppa Libertadores 2016 contro il Melgar (4-0). Il 5 giugno seguente, alla sesta giornata di campionato, Robinho firma una doppietta andando a segno in entrambi i casi su calcio di rigore contro lo Sport Recife di Recife (4-4). Termina la stagione con 12 reti siglate in 30 giornate di Brasileirao.
Il 7 maggio 2017 Robinho vince il suo secondo campionato Mineiro consecutivo realizzando una marcatura nella partita finale vinta per 2-1 ai danni del Cruzeiro.

#### Sivasspor e İstanbul Başakşehir
Il 23 gennaio 2018 fa ritorno in Europa, firmando con i turchi del Sivasspor.
Il 5 gennaio 2019, dopo 30 presenze e 12 gol con il Sivasspor, viene ufficializzato il suo passaggio all’İstanbul Başakşehir. Nella stagione 2019-2020, con la squadra di Istanbul vince il campionato turco. Il 7 agosto 2020, con 31 presenze e 4 reti, chiude la sua esperienza in riva al Bosforo, non rinnovando il contratto in scadenza, rimanendo così svincolato.

#### Terzo ritorno al Santos
Il 10 ottobre 2020 fa ritorno al Santos per la quarta volta, firmando un contratto di 5 mesi per uno stipendio simbolico di 1.500 real (230 euro). Il 16 ottobre rescinde consensualmente il suo contratto con la società per concentrarsi esclusivamente sulla difesa nel processo, che lo vede coinvolto per accuse di stupro risalenti al 2013. e che termina con una condanna a 9 anni passata in giudicato, seguita da una richiesta di estradizione nel 2022.

### Nazionale

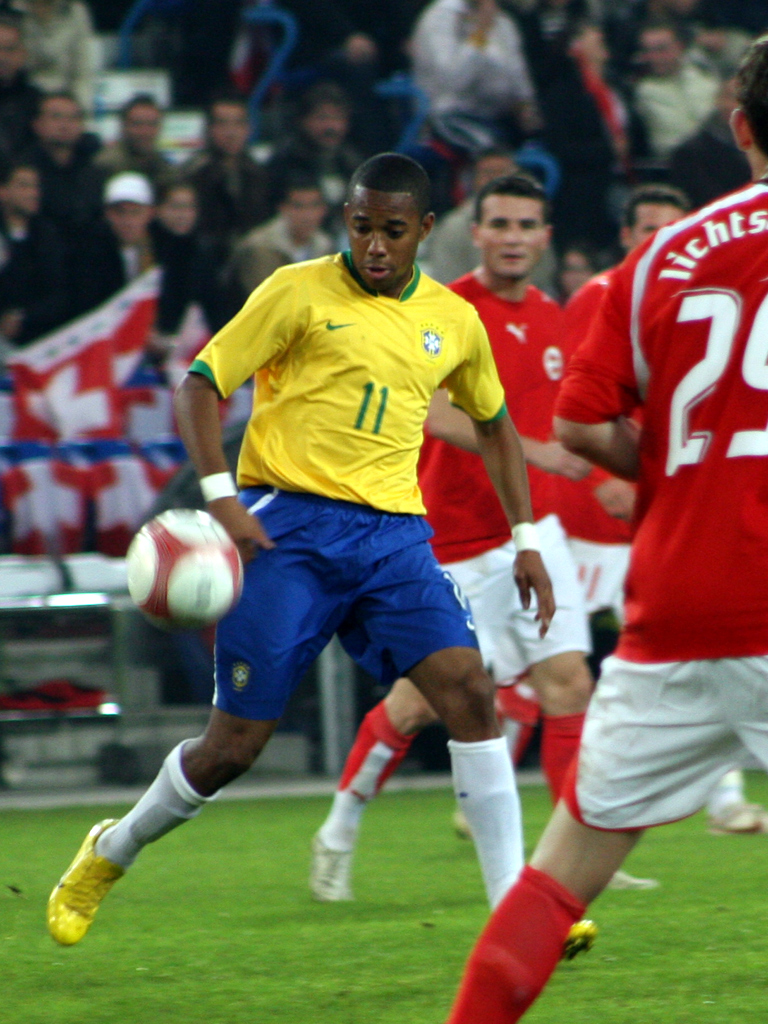
Robinho in nazionale contro la nel 2006.

Con la nazionale olimpica Robinho ha preso parte alla CONCACAF Gold Cup 2003, persa in finale contro il Messico, durante la quale disputa tutte le 5 partite dei verde-oro, e al Torneo Pre-Olimpico CONMEBOL (8 presenze e 3 gol).
Robinho ha esordito nella nazionale maggiore il 5 settembre 2004 a San Paolo contro la Bolivia in una gara valida per le qualificazioni al Mondiale 2006 e nella successiva partita disputata contro Hong Kong realizza la prima rete con la maglia della Seleçao.

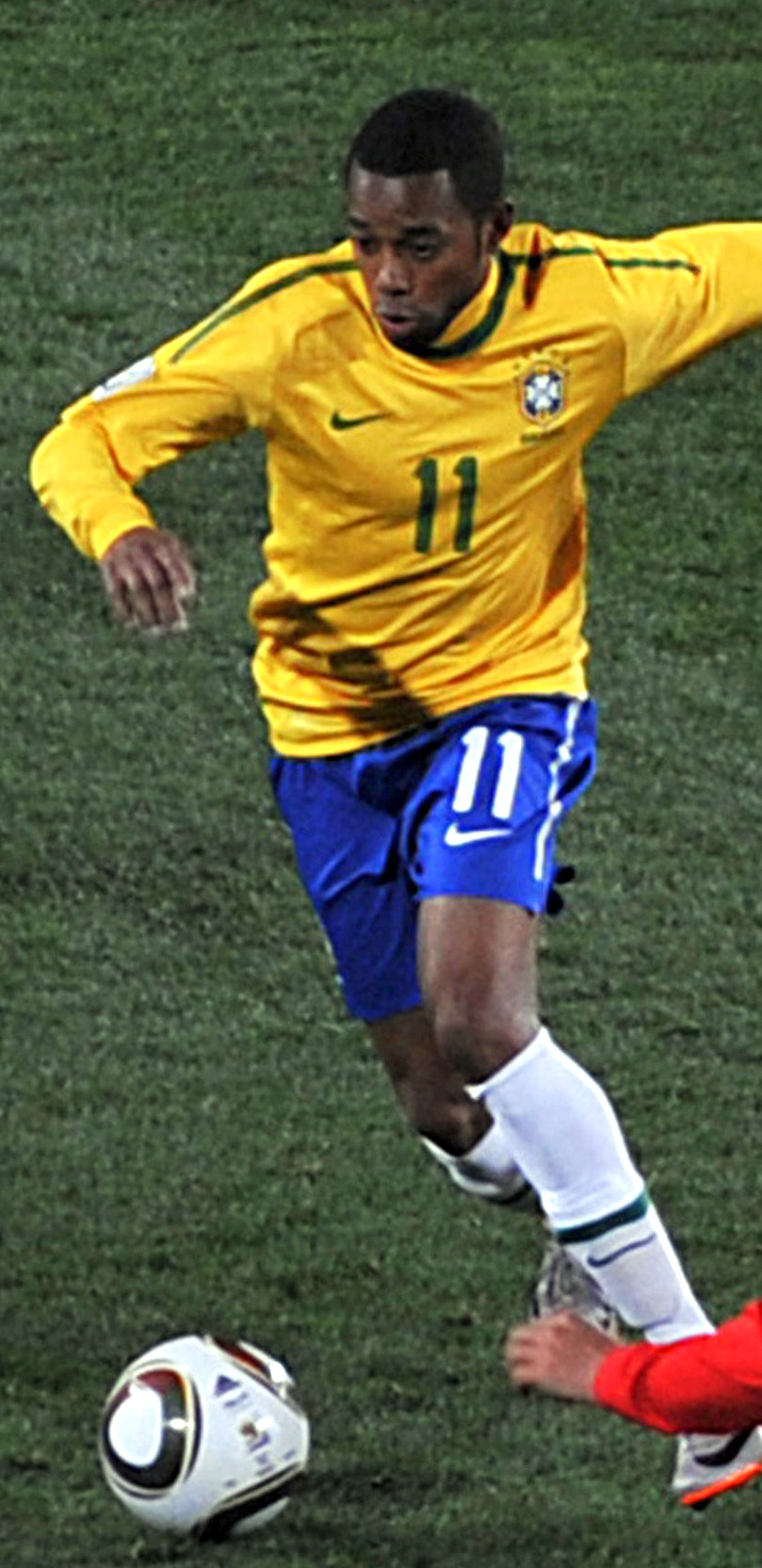
Robinho in azione con la maglia del, contro la durante i Mondiali 2010.

Nel 2005 ha vinto la Confederations Cup, dove mette a segno 2 gol in 5 partite disputate, emergendo tra i protagonisti dell'edizione assieme ad Adriano e nel 2006 partecipa al Mondiale 2006 in Germania, dove disputa tutte le partite del girone eliminatorio, partendo titolare, però, solo contro il Giappone.
Vince da protagonista la Coppa America 2007, segnando prima una tripletta contro il Cile (3-0) e il rigore che decide la sfida contro l'Ecuador (1-0) nella fase a gironi, poi mettendo a segno una doppietta nuovamente contro il Cile ai quarti di finale (6-1): conclude il torneo con 6 gol, aggiudicandosi i premi di miglior marcatore e di miglior giocatore della competizione acquisendo fama e dimostrando di poter essere un leader per la Seleçao. Il 22 agosto 2007, in un'amichevole vinta 2-0 contro l'Algeria, scende in campo per la prima volta come capitano del Brasile.
Nel 2008 è convocato dal CT Dunga per il torneo olimpico, ma a seguito di un'infiammazione al pube il Real Madrid lo ha costretto a rinunciare alla convocazione. La Federcalcio brasiliana critica il club madrileno, definendo tardiva la scelta dei Blancos e in sostituzione di Robinho è chiamato Ramires, centrocampista del Cruzeiro.
Partecipa alla Confederations Cup 2009, vinta in finale contro gli Stati Uniti, disputando tutte le 5 partite della Seleçao e segnando un gol nella fase a gironi.
È convocato da Dunga per il Mondiale 2010 in Sudafrica, in cui marca due gol: il definitivo 3-0 negli ottavi di finale contro il Cile e quello del momentaneo vantaggio nei quarti di finale contro i Paesi Bassi, che poi con due gol di Sneijder ribalta il risultato ed elimina la Nazionale brasiliana. Diviene anche uno dei giocatori simbolo della nazionale brasiliana, tornando ad indossare la fascia di capitano in diverse occasioni.
Nel 2011 Mano Menezes lo convoca per la Coppa America in Argentina dove Robinho disputa 3 delle 4 partite dei verdeoro, eliminati nei quarti di finale dal Paraguay ai rigori (0-2).
Dopo i Mondiali 2014 e il ritorno di Dunga sulla panchina verdeoro, Robinho ritorna tra i convocati e, nell'estate 2015, è convocato per la Coppa America in Cile. Va a segno nei quarti di finale contro il Paraguay, fissando il momentaneo 1-0 per i verdeoro. Nel finale, tuttavia, i paraguaiani pareggiano e vincono la sfida ai calci di rigore, estromettendo il Brasile dalla competizione esattamente come quattro anni prima.
Il 25 gennaio 2017 raggiunge quota 100 partite in nazionale in amichevole contro la Colombia.

## Controversie giudiziarie
Il 23 novembre 2017 viene condannato a nove anni di reclusione per violenza sessuale di gruppo ai danni di una ragazza albanese, all'epoca dei fatti ventitreenne, avvenuta in una discoteca di Milano il 22 gennaio 2013. Nonostante le impugnazioni proposte dal calciatore, la sentenza di condanna viene confermata dalla Corte d'Appello e dalla Suprema Corte di Cassazione, divenendo quindi definitiva nel gennaio 2022. Nel febbraio dello stesso anno la Procura di Milano inoltra al Ministero della Giustizia la richiesta di estradizione e il mandato d'arresto internazionale per Robinho. La giustizia brasiliana non prevede l'estradizione per alcun tipo di reato per i propri cittadini, ma - essendo Robinho anche cittadino comunitario - non è esclusa la sua estradizione. Per questa vicenda il Santos, squadra paulista per la quale il calciatore era tornato a giocare dopo le esperienze anche col Manchester City e in Turchia, aveva deciso di sospendere il contratto. Il 4 ottobre 2022 il Ministero della giustizia italiano ha chiesto alle autorità brasiliane l'estradizione, non concessa. Nel marzo 2024 il Tribunale Supremo di Giustizia brasiliano ha confermato la sentenza italiana, confermando la condanna a 9 anni di carcere da scontare in Brasile.

## Statistiche

### Presenze e reti nei club
Tra club, nazionale maggiore e nazionali giovanili, Robinho ha totalizzato globalmente 857 presenze segnando 275 reti, alla media di 0,31 gol a partita.
Statistiche aggiornate al 19 luglio 2020.
| Stagione                | Squadra                 | Campionato              | Campionato | Campionato | Coppe nazionali | Coppe nazionali | Coppe nazionali | Coppe continentali | Coppe continentali | Coppe continentali | Altre coppe | Altre coppe | Altre coppe | Totale | Totale |
| Stagione                | Squadra                 | Comp                    | Pres       | Reti       | Comp            | Pres            | Reti            | Comp               | Pres               | Reti               | Comp        | Pres        | Reti        | Pres   | Reti   |
| ----------------------- | ----------------------- | ----------------------- | ---------- | ---------- | --------------- | --------------- | --------------- | ------------------ | ------------------ | ------------------ | ----------- | ----------- | ----------- | ------ | ------ |
| 2002                    | Santos                  | A                       | 30         | 10         | CB              | 0               | 0               | -                  | -                  | -                  | RSP         | 3           | 0           | 33     | 10     |
| 2003                    | Santos                  | A1/SP+A                 | 6+32       | 0+9        | -               | -               | -               | CL+CS              | 14+6               | 4+2                | -           | -           | -           | 58     | 15     |
| 2004                    | Santos                  | A1/SP+A                 | 10+37      | 7+21       | -               | -               | -               | CL+CS              | 8+2                | 4+0                | -           | -           | -           | 57     | 32     |
| gen.-ago. 2005          | Santos                  | A1/SP+A                 | 14+11      | 11+7       | -               | -               | -               | CL                 | 9                  | 6                  | -           | -           | -           | 34     | 24     |
| 2005-2006               | Real Madrid             | PD                      | 37         | 8          | CR              | 6               | 4               | UCL                | 8                  | 0                  | -           | -           | -           | 51     | 12     |
| 2006-2007               | Real Madrid             | PD                      | 32         | 6          | CR              | 4               | 1               | UCL                | 7                  | 1                  | -           | -           | -           | 43     | 8      |
| 2007-2008               | Real Madrid             | PD                      | 32         | 11         | CR              | 2               | 0               | UCL                | 6                  | 4                  | SS          | 2           | 0           | 42     | 15     |
| ago. 2008               | Real Madrid             | PD                      | 0          | 0          | -               | -               | -               | -                  | -                  | -                  | SS          | 1           | 0           | 1      | 0      |
| Totale Real Madrid      | Totale Real Madrid      | Totale Real Madrid      | 101        | 25         |                 | 12              | 5               |                    | 21                 | 5                  |             | 3           | 0           | 137    | 35     |
| 2008-2009               | Manchester City         | PL                      | 31         | 14         | FACup+CdL       | 0               | 0               | CU                 | 10                 | 1                  | -           | -           | -           | 41     | 15     |
| 2009-gen. 2010          | Manchester City         | PL                      | 10         | 0          | FACup+CdL       | 1+1             | 1+0             | -                  | -                  | -                  | -           | -           | -           | 12     | 1      |
| Totale Manchester City  | Totale Manchester City  | Totale Manchester City  | 41         | 14         |                 | 2               | 1               |                    | 10                 | 1                  |             | -           | -           | 53     | 16     |
| gen.-ago. 2010          | Santos                  | A1/SP+A                 | 12+2       | 5+0        | CB              | 9               | 6               | -                  | -                  | -                  | -           | -           | -           | 23     | 11     |
| 2010-2011               | Milan                   | A                       | 34         | 14         | CI              | 4               | 1               | UCL                | 7                  | 0                  | -           | -           | -           | 45     | 15     |
| 2011-2012               | Milan                   | A                       | 28         | 6          | CI              | 3               | 1               | UCL                | 8                  | 3                  | SI          | 1           | 0           | 40     | 10     |
| 2012-2013               | Milan                   | A                       | 23         | 2          | CI              | 1               | 0               | UCL                | 3                  | 0                  | -           | -           | -           | 27     | 2      |
| 2013-2014               | Milan                   | A                       | 23         | 3          | CI              | 2               | 1               | UCL                | 7                  | 1                  | -           | -           | -           | 32     | 5      |
| Totale Milan            | Totale Milan            | Totale Milan            | 108        | 25         |                 | 10              | 3               |                    | 25                 | 4                  |             | 1           | 0           | 144    | 32     |
| ago.-dic. 2014          | Santos                  | A1/SP+A                 | 0+16       | 0+4        | CB              | 5               | 5               | -                  | -                  | -                  | -           | -           | -           | 21     | 9      |
| gen.-giu. 2015          | Santos                  | A1/SP+A                 | 13+4       | 5+2        | CB              | 3               | 1               | -                  | -                  | -                  | -           | -           | -           | 20     | 8      |
| Totale Santos           | Totale Santos           | Totale Santos           | 187        | 81         |                 | 17              | 12              |                    | 39                 | 16                 |             | 3           | 0           | 246    | 109    |
| giu. -dic.2015          | Guangzhou E.            | CSL                     | 9          | 3          | CC              | 0               | 0               | ACL                | 0                  | 0                  | Cmc         | 1           | 0           | 10     | 3      |
| 2016                    | Atlético Mineiro        | M1/MG+A                 | 10+30      | 9+12       | CB              | 8               | 3               | CL                 | 7                  | 1                  | -           | -           | -           | 55     | 25     |
| 2017                    | Atlético Mineiro        | M1/MG+A+PL              | 10+30+3    | 3+7+0      | CB              | 4               | 1               | CL                 | 7                  | 2                  | -           | -           | -           | 54     | 13     |
| Totale Atlético Mineiro | Totale Atlético Mineiro | Totale Atlético Mineiro | 83         | 31         |                 | 12              | 4               |                    | 14                 | 3                  |             | -           | -           | 109    | 38     |
| gen.-giu. 2018          | Sivasspor               | SL                      | 14         | 4          | TK              | 0               | 0               | -                  | -                  | -                  | -           | -           | -           | 14     | 4      |
| 2018-gen. 2019          | Sivasspor               | SL                      | 16         | 8          | TK              | 0               | 0               | -                  | -                  | -                  | -           | -           | -           | 16     | 8      |
| Totale Sivasspor        | Totale Sivasspor        | Totale Sivasspor        | 30         | 12         |                 | 0               | 0               |                    | -                  | -                  |             | -           | -           | 30     | 12     |
| gen.-giu. 2019          | İstanbul Başakşehir     | SL                      | 17         | 4          | TK              | 1               | 0               | -                  | -                  | -                  | -           | -           | -           | 18     | 4      |
| 2019-2020               | İstanbul Başakşehir     | SL                      | 15         | 0          | TK              | 4               | 0               | UCL+ UEL           | 2+4                | 0                  | -           | -           | -           | 25     | 0      |
| Totale Basaksehir       | Totale Basaksehir       | Totale Basaksehir       | 32         | 4          |                 | 5               | 0               |                    | 6                  | 0                  |             | -           | -           | 43     | 4      |
| Totale carriera         | Totale carriera         | Totale carriera         | 591        | 195        |                 | 58              | 25              |                    | 115                | 29                 |             | 8           | 0           | 772    | 249    |

### Cronologia presenze e reti in nazionale
| Cronologia completa delle presenze e delle reti in nazionale ― Brasile | Cronologia completa delle presenze e delle reti in nazionale ― Brasile | Cronologia completa delle presenze e delle reti in nazionale ― Brasile | Cronologia completa delle presenze e delle reti in nazionale ― Brasile | Cronologia completa delle presenze e delle reti in nazionale ― Brasile | Cronologia completa delle presenze e delle reti in nazionale ― Brasile | Cronologia completa delle presenze e delle reti in nazionale ― Brasile | Cronologia completa delle presenze e delle reti in nazionale ― Brasile |
| Data                                                                   | Città                                                                  | In casa                                                                | Risultato                                                              | Ospiti                                                                 | Competizione                                                           | Reti                                                                   | Note                                                                   |
| ---------------------------------------------------------------------- | ---------------------------------------------------------------------- | ---------------------------------------------------------------------- | ---------------------------------------------------------------------- | ---------------------------------------------------------------------- | ---------------------------------------------------------------------- | ---------------------------------------------------------------------- | ---------------------------------------------------------------------- |
| 13-7-2003                                                              | Città del Messico                                                      | Messico                                                                | 1 – 0                                                                  | Brasile                                                                | Gold Cup 2003 - 1º turno                                               | -                                                                      | [ 140 ]                                                                |
| 15-7-2003                                                              | Città del Messico                                                      | Honduras                                                               | 1 – 2                                                                  | Brasile                                                                | Gold Cup 2003 - 1º turno                                               | -                                                                      | [ 140 ]                                                                |
| 19-7-2003                                                              | Miami                                                                  | Colombia                                                               | 0 – 2                                                                  | Brasile                                                                | Gold Cup 2003 - 1º turno                                               | -                                                                      | [ 140 ]                                                                |
| 23-7-2003                                                              | Miami                                                                  | Stati Uniti                                                            | 1 – 2 gg                                                               | Brasile                                                                | Gold Cup 2003 - Semifinale                                             | -                                                                      | [ 140 ]                                                                |
| 27-7-2003                                                              | Città del Messico                                                      | Brasile                                                                | 0 – 1 gg                                                               | Messico                                                                | Gold Cup 2003 - Finale                                                 | -                                                                      | 2º posto                                                               |
| 5-9-2004                                                               | San Paolo                                                              | Brasile                                                                | 3 – 1                                                                  | Bolivia                                                                | Qual. Mondiali 2006                                                    | -                                                                      |                                                                        |
| 9-2-2005                                                               | Hong Kong                                                              | Hong Kong                                                              | 1 – 7                                                                  | Brasile                                                                | Lunar New Year Cup 2005                                                | 1                                                                      |                                                                        |
| 27-3-2005                                                              | Goiânia                                                                | Brasile                                                                | 1 – 0                                                                  | Perù                                                                   | Qual. Mondiali 2006                                                    | -                                                                      |                                                                        |
| 30-3-2005                                                              | Montevideo                                                             | Uruguay                                                                | 1 – 1                                                                  | Brasile                                                                | Qual. Mondiali 2006                                                    | -                                                                      |                                                                        |
| 27-4-2005                                                              | San Paolo                                                              | Brasile                                                                | 3 – 0                                                                  | Guatemala                                                              | Amichevole                                                             | -                                                                      |                                                                        |
| 5-6-2005                                                               | Porto Alegre                                                           | Brasile                                                                | 4 – 1                                                                  | Paraguay                                                               | Qual. Mondiali 2006                                                    | 1                                                                      |                                                                        |
| 8-6-2005                                                               | Buenos Aires                                                           | Argentina                                                              | 3 – 1                                                                  | Brasile                                                                | Qual. Mondiali 2006                                                    | -                                                                      |                                                                        |
| 16-6-2005                                                              | Lipsia                                                                 | Brasile                                                                | 3 – 0                                                                  | Grecia                                                                 | Conf. Cup 2005 - 1º turno                                              | 1                                                                      |                                                                        |
| 19-6-2005                                                              | Hannover                                                               | Messico                                                                | 1 – 0                                                                  | Brasile                                                                | Conf. Cup 2005 - 1º turno                                              | -                                                                      |                                                                        |
| 22-6-2005                                                              | Colonia                                                                | Giappone                                                               | 2 – 2                                                                  | Brasile                                                                | Conf. Cup 2005 - 1º turno                                              | 1                                                                      |                                                                        |
| 25-6-2005                                                              | Norimberga                                                             | Germania                                                               | 2 – 3                                                                  | Brasile                                                                | Conf. Cup 2005 - Semifinale                                            | -                                                                      |                                                                        |
| 29-6-2005                                                              | Francoforte                                                            | Brasile                                                                | 4 – 1                                                                  | Argentina                                                              | Conf. Cup 2005 - Finale                                                | -                                                                      | 2º titolo                                                              |
| 17-8-2005                                                              | Spalato                                                                | Croazia                                                                | 1 – 1                                                                  | Brasile                                                                | Amichevole                                                             | -                                                                      |                                                                        |
| 4-9-2005                                                               | Brasilia                                                               | Brasile                                                                | 5 – 0                                                                  | Cile                                                                   | Qual. Mondiali 2006                                                    | 1                                                                      |                                                                        |
| 9-10-2005                                                              | La Paz                                                                 | Bolivia                                                                | 1 – 1                                                                  | Brasile                                                                | Qual. Mondiali 2006                                                    | -                                                                      |                                                                        |
| 12-10-2005                                                             | Belém                                                                  | Brasile                                                                | 3 – 0                                                                  | Venezuela                                                              | Qual. Mondiali 2006                                                    | -                                                                      |                                                                        |
| 12-11-2005                                                             | Abu Dhabi                                                              | Emirati Arabi Uniti                                                    | 0 – 8                                                                  | Brasile                                                                | Amichevole                                                             | -                                                                      |                                                                        |
| 4-6-2006                                                               | Ginevra                                                                | Brasile                                                                | 4 – 0                                                                  | Nuova Zelanda                                                          | Amichevole                                                             | -                                                                      |                                                                        |
| 13-6-2006                                                              | Berlino                                                                | Brasile                                                                | 1 – 0                                                                  | Croazia                                                                | Mondiali 2006 - 1º turno                                               | -                                                                      |                                                                        |
| 18-6-2006                                                              | Monaco                                                                 | Brasile                                                                | 2 – 0                                                                  | Australia                                                              | Mondiali 2006 - 1º turno                                               | -                                                                      |                                                                        |
| 22-6-2006                                                              | Dortmund                                                               | Giappone                                                               | 1 – 4                                                                  | Brasile                                                                | Mondiali 2006 - 1º turno                                               | -                                                                      |                                                                        |
| 1-7-2006                                                               | Francoforte                                                            | Brasile                                                                | 0 – 1                                                                  | Francia                                                                | Mondiali 2006 - Quarti di finale                                       | -                                                                      |                                                                        |
| 16-8-2006                                                              | Oslo                                                                   | Norvegia                                                               | 1 – 1                                                                  | Brasile                                                                | Amichevole                                                             | -                                                                      |                                                                        |
| 3-9-2006                                                               | Londra                                                                 | Brasile                                                                | 3 – 0                                                                  | Argentina                                                              | Amichevole                                                             | -                                                                      |                                                                        |
| 5-9-2006                                                               | Londra                                                                 | Galles                                                                 | 0 – 2                                                                  | Brasile                                                                | Amichevole                                                             | -                                                                      |                                                                        |
| 10-10-2006                                                             | Stoccolma                                                              | Brasile                                                                | 2 – 1                                                                  | Ecuador                                                                | Amichevole                                                             | -                                                                      |                                                                        |
| 15-11-2006                                                             | Basilea                                                                | Svizzera                                                               | 1 – 2                                                                  | Brasile                                                                | Amichevole                                                             | -                                                                      |                                                                        |
| 24-3-2007                                                              | Göteborg                                                               | Cile                                                                   | 0 – 4                                                                  | Brasile                                                                | Amichevole                                                             | -                                                                      |                                                                        |
| 27-3-2007                                                              | Stoccolma                                                              | Ghana                                                                  | 0 – 1                                                                  | Brasile                                                                | Amichevole                                                             | -                                                                      |                                                                        |
| 1-6-2007                                                               | Londra                                                                 | Inghilterra                                                            | 1 – 1                                                                  | Brasile                                                                | Amichevole                                                             | -                                                                      |                                                                        |
| 5-6-2007                                                               | Dortmund                                                               | Turchia                                                                | 0 – 0                                                                  | Brasile                                                                | Amichevole                                                             | -                                                                      |                                                                        |
| 27-6-2007                                                              | Puerto Ordaz                                                           | Brasile                                                                | 0 – 2                                                                  | Messico                                                                | Coppa America 2007 - 1º turno                                          | -                                                                      |                                                                        |
| 1-7-2007                                                               | Maturín                                                                | Brasile                                                                | 3 – 0                                                                  | Cile                                                                   | Coppa America 2007 - 1º turno                                          | 3                                                                      |                                                                        |
| 4-7-2007                                                               | Puerto La Cruz                                                         | Brasile                                                                | 1 – 0                                                                  | Ecuador                                                                | Coppa America 2007 - 1º turno                                          | 1                                                                      |                                                                        |
| 7-7-2007                                                               | Puerto La Cruz                                                         | Cile                                                                   | 1 – 6                                                                  | Brasile                                                                | Coppa America 2007 - Quarti di finale                                  | 2                                                                      |                                                                        |
| 10-7-2007                                                              | Maracaibo                                                              | Uruguay                                                                | 2 – 2 dts (4 - 5 dtr)                                                  | Brasile                                                                | Coppa America 2007 - Semifinale                                        | -                                                                      |                                                                        |
| 15-7-2007                                                              | Maracaibo                                                              | Brasile                                                                | 3 – 0                                                                  | Argentina                                                              | Coppa America 2007 - Finale                                            | -                                                                      | 8º titolo                                                              |
| 22-8-2007                                                              | Montpellier                                                            | Brasile                                                                | 2 – 0                                                                  | Algeria                                                                | Amichevole                                                             | -                                                                      | cap. 70’                                                               |
| 9-9-2007                                                               | Chicago                                                                | Stati Uniti                                                            | 2 – 4                                                                  | Brasile                                                                | Amichevole                                                             | -                                                                      |                                                                        |
| 12-9-2007                                                              | Foxborough                                                             | Messico                                                                | 1 – 3                                                                  | Brasile                                                                | Amichevole                                                             | -                                                                      |                                                                        |
| 14-10-2007                                                             | Bogotà                                                                 | Colombia                                                               | 0 – 0                                                                  | Brasile                                                                | Qual. Mondiali 2010                                                    | -                                                                      |                                                                        |
| 17-10-2007                                                             | Rio de Janeiro                                                         | Brasile                                                                | 5 – 0                                                                  | Ecuador                                                                | Qual. Mondiali 2010                                                    | -                                                                      |                                                                        |
| 18-11-2007                                                             | Perù                                                                   | Perù                                                                   | 1 – 1                                                                  | Brasile                                                                | Qual. Mondiali 2010                                                    | -                                                                      |                                                                        |
| 21-11-2007                                                             | San Paolo                                                              | Brasile                                                                | 2 – 1                                                                  | Uruguay                                                                | Qual. Mondiali 2010                                                    | -                                                                      |                                                                        |
| 6-2-2008                                                               | Dublino                                                                | Irlanda                                                                | 0 – 1                                                                  | Brasile                                                                | Amichevole                                                             | 1                                                                      |                                                                        |
| 26-3-2008                                                              | Londra                                                                 | Svezia                                                                 | 0 – 1                                                                  | Brasile                                                                | Amichevole                                                             | -                                                                      |                                                                        |
| 31-5-2008                                                              | Seattle                                                                | Brasile                                                                | 3 – 2                                                                  | Canada                                                                 | Amichevole                                                             | 1                                                                      |                                                                        |
| 6-6-2008                                                               | Boston                                                                 | Brasile                                                                | 0 – 2                                                                  | Venezuela                                                              | Amichevole                                                             | -                                                                      |                                                                        |
| 15-6-2008                                                              | Asunción                                                               | Paraguay                                                               | 2 – 0                                                                  | Brasile                                                                | Qual. Mondiali 2010                                                    | -                                                                      |                                                                        |
| 18-6-2008                                                              | Belo Horizonte                                                         | Brasile                                                                | 0 – 0                                                                  | Argentina                                                              | Qual. Mondiali 2010                                                    | -                                                                      |                                                                        |
| 7-9-2008                                                               | Santiago del Cile                                                      | Cile                                                                   | 0 – 3                                                                  | Brasile                                                                | Qual. Mondiali 2010                                                    | 1                                                                      |                                                                        |
| 10-9-2008                                                              | Rio de Janeiro                                                         | Brasile                                                                | 0 – 0                                                                  | Bolivia                                                                | Qual. Mondiali 2010                                                    | -                                                                      |                                                                        |
| 12-10-2008                                                             | San Cristóbal                                                          | Venezuela                                                              | 0 – 4                                                                  | Brasile                                                                | Qual. Mondiali 2010                                                    | 2                                                                      |                                                                        |
| 15-10-2008                                                             | Rio de Janeiro                                                         | Brasile                                                                | 0 – 0                                                                  | Colombia                                                               | Qual. Mondiali 2010                                                    | -                                                                      |                                                                        |
| 19-11-2008                                                             | Gama                                                                   | Brasile                                                                | 6 – 2                                                                  | Portogallo                                                             | Amichevole                                                             | -                                                                      |                                                                        |
| 10-2-2009                                                              | Londra                                                                 | Brasile                                                                | 2 – 0                                                                  | Italia                                                                 | Amichevole                                                             | 1                                                                      |                                                                        |
| 29-3-2009                                                              | Quito                                                                  | Ecuador                                                                | 1 – 1                                                                  | Brasile                                                                | Amichevole                                                             | -                                                                      |                                                                        |
| 1-4-2009                                                               | Porto Alegre                                                           | Brasile                                                                | 3 – 0                                                                  | Perù                                                                   | Qual. Mondiali 2010                                                    | -                                                                      |                                                                        |
| 6-6-2009                                                               | Montevideo                                                             | Uruguay                                                                | 0 – 4                                                                  | Brasile                                                                | Qual. Mondiali 2010                                                    | -                                                                      |                                                                        |
| 10-6-2009                                                              | Recife                                                                 | Brasile                                                                | 2 – 1                                                                  | Paraguay                                                               | Qual. Mondiali 2010                                                    | 1                                                                      | 84’                                                                    |
| 15-6-2009                                                              | Bloemfontein                                                           | Brasile                                                                | 4 – 3                                                                  | Egitto                                                                 | Conf. Cup 2009 - 1º turno                                              | -                                                                      |                                                                        |
| 18-6-2009                                                              | Pretoria                                                               | Stati Uniti                                                            | 0 – 3                                                                  | Brasile                                                                | Conf. Cup 2009 - 1º turno                                              | 1                                                                      |                                                                        |
| 21-6-2009                                                              | Pretoria                                                               | Italia                                                                 | 0 – 3                                                                  | Brasile                                                                | Conf. Cup 2009 - 1º turno                                              | -                                                                      |                                                                        |
| 25-6-2009                                                              | Johannesburg                                                           | Brasile                                                                | 1 – 0                                                                  | Sudafrica                                                              | Conf. Cup 2009 - Semifinale                                            | -                                                                      |                                                                        |
| 28-6-2009                                                              | Johannesburg                                                           | Stati Uniti                                                            | 2 – 3                                                                  | Brasile                                                                | Conf. Cup 2009 - Finale                                                | -                                                                      | 3º titolo                                                              |
| 12-8-2009                                                              | Tallinn                                                                | Estonia                                                                | 0 – 1                                                                  | Brasile                                                                | Amichevole                                                             | -                                                                      |                                                                        |
| 5-9-2009                                                               | Rosario                                                                | Argentina                                                              | 1 – 3                                                                  | Brasile                                                                | Qual. Mondiali 2010                                                    | -                                                                      |                                                                        |
| 2-3-2010                                                               | Londra                                                                 | Irlanda                                                                | 0 – 2                                                                  | Brasile                                                                | Amichevole                                                             | 1                                                                      |                                                                        |
| 2-6-2010                                                               | Harare                                                                 | Zimbabwe                                                               | 0 – 3                                                                  | Brasile                                                                | Amichevole                                                             | 1                                                                      |                                                                        |
| 7-6-2010                                                               | Dar es Salaam                                                          | Tanzania                                                               | 1 – 5                                                                  | Brasile                                                                | Amichevole                                                             | 2                                                                      |                                                                        |
| 15-6-2010                                                              | Johannesburg                                                           | Brasile                                                                | 2 – 1                                                                  | Corea del Nord                                                         | Mondiali 2010 - 1º turno                                               | -                                                                      |                                                                        |
| 20-6-2010                                                              | Johannesburg                                                           | Brasile                                                                | 3 – 1                                                                  | Costa d'Avorio                                                         | Mondiali 2010 - 1º turno                                               | -                                                                      |                                                                        |
| 28-6-2010                                                              | Johannesburg                                                           | Brasile                                                                | 3 – 0                                                                  | Cile                                                                   | Mondiali 2010 - Ottavi di finale                                       | 1                                                                      |                                                                        |
| 2-7-2010                                                               | Port Elizabeth                                                         | Paesi Bassi                                                            | 2 – 1                                                                  | Brasile                                                                | Mondiali 2010 - Quarti di finale                                       | 1                                                                      |                                                                        |
| 10-8-2010                                                              | East Rutherford                                                        | Stati Uniti                                                            | 0 – 2                                                                  | Brasile                                                                | Amichevole                                                             | -                                                                      | cap.                                                                   |
| 7-10-2010                                                              | Abu Dhabi                                                              | Brasile                                                                | 3 – 0                                                                  | Iran                                                                   | Amichevole                                                             | -                                                                      | cap.                                                                   |
| 11-10-2010                                                             | Derby                                                                  | Brasile                                                                | 2 – 0                                                                  | Ucraina                                                                | Amichevole                                                             | -                                                                      | cap.                                                                   |
| 17-11-2010                                                             | Doha                                                                   | Argentina                                                              | 1 – 0                                                                  | Brasile                                                                | Amichevole                                                             | -                                                                      | cap.                                                                   |
| 9-2-2011                                                               | Saint-Denis                                                            | Francia                                                                | 1 – 0                                                                  | Brasile                                                                | Amichevole                                                             | -                                                                      | cap.                                                                   |
| 4-6-2011                                                               | Goiânia                                                                | Brasile                                                                | 0 – 0                                                                  | Paesi Bassi                                                            | Amichevole                                                             | -                                                                      |                                                                        |
| 7-6-2011                                                               | San Paolo                                                              | Brasile                                                                | 1 – 0                                                                  | Romania                                                                | Amichevole                                                             | -                                                                      |                                                                        |
| 3-7-2011                                                               | La Plata                                                               | Brasile                                                                | 0 – 0                                                                  | Venezuela                                                              | Coppa America 2011 - 1º turno                                          | -                                                                      |                                                                        |
| 13-7-2011                                                              | Córdoba                                                                | Brasile                                                                | 4 – 2                                                                  | Ecuador                                                                | Coppa America 2011 - 1º turno                                          | -                                                                      |                                                                        |
| 17-7-2011                                                              | La Plata                                                               | Brasile                                                                | 0 – 0 dts (0 - 2 dtr)                                                  | Paraguay                                                               | Coppa America 2011 - Quarti di finale                                  | -                                                                      |                                                                        |
| 10-8-2011                                                              | Stoccarda                                                              | Germania                                                               | 3 – 2                                                                  | Brasile                                                                | Amichevole                                                             | 1                                                                      |                                                                        |
| 16-11-2013                                                             | Miami                                                                  | Honduras                                                               | 0 – 5                                                                  | Brasile                                                                | Amichevole                                                             | -                                                                      |                                                                        |
| 19-11-2013                                                             | Toronto                                                                | Brasile                                                                | 2 – 1                                                                  | Cile                                                                   | Amichevole                                                             | 1                                                                      |                                                                        |
| 5-9-2014                                                               | Miami                                                                  | Brasile                                                                | 1 – 0                                                                  | Colombia                                                               | Amichevole                                                             | -                                                                      |                                                                        |
| 11-10-2014                                                             | Pechino                                                                | Brasile                                                                | 2 – 0                                                                  | Argentina                                                              | Amichevole                                                             | -                                                                      |                                                                        |
| 14-10-2014                                                             | Singapore                                                              | Giappone                                                               | 0 – 4                                                                  | Brasile                                                                | Amichevole                                                             | -                                                                      |                                                                        |
| 29-3-2015                                                              | Londra                                                                 | Brasile                                                                | 1 – 0                                                                  | Cile                                                                   | Amichevole                                                             | -                                                                      |                                                                        |
| 10-6-2015                                                              | Porto Alegre                                                           | Brasile                                                                | 1 – 0                                                                  | Honduras                                                               | Amichevole                                                             | -                                                                      |                                                                        |
| 21-6-2015                                                              | Santiago del Cile                                                      | Brasile                                                                | 2 – 1                                                                  | Venezuela                                                              | Coppa America 2015 - 1º turno                                          | -                                                                      |                                                                        |
| 27-6-2015                                                              | Concepción                                                             | Brasile                                                                | 1 – 1 (3 – 4 dtr)                                                      | Paraguay                                                               | Coppa America 2015 - Quarti di finale                                  | 1                                                                      | 87’                                                                    |
| 25-1-2017                                                              | Rio de Janeiro                                                         | Brasile                                                                | 1 – 0                                                                  | Colombia                                                               | Amichevole                                                             | -                                                                      | 46’                                                                    |
| Totale                                                                 |                                                                        | Presenze (8º posto)                                                    | 100                                                                    |                                                                        | Reti                                                                   | 28                                                                     |                                                                        |

## Palmarès

### Club

#### Competizioni statali
- Campionato paulista: 1

Santos: 2010
- Campionato Mineiro: 1

Atlético Mineiro: 2017

#### Competizioni nazionali
- Campionato brasiliano: 2

Santos: 2002, 2004
- Campionato spagnolo: 2

Real Madrid: 2006-2007, 2007-2008
- Supercoppa di Spagna: 1

Real Madrid: 2008
- Coppa del Brasile: 1

Santos: 2010
- Campionato italiano: 1

Milan: 2010-2011
- Supercoppa italiana: 1

Milan: 2011
- Campionato cinese: 1

Guangzhou Evergrande: 2015
- Campionato turco: 1

Istanbul Basaksehir: 2019-2020

#### Competizioni internazionali
- AFC Champions League: 1

Guangzhou Evergrande: 2015

### Nazionale
- Confederations Cup: 2

2005, 2009
- Coppa America: 1

2007

### Individuale
- Equipo Ideal de América: 3

2002, 2003, 2004
- Bola de Prata: 2

2002, 2004
- Bola de Ouro: 1

2004
- Giovane calciatore dell'anno (World Soccer): 1

2005
- Capocannoniere della Coppa America: 1

2007 (6 gol)
- Miglior giocatore della Coppa America: 1

2007
- Capocannoniere del Campionato Mineiro: 1

2016 (9 gol)
- Miglior giocatore del Campionato Mineiro: 1

2016